# Juventas
Juventas (latinsko Iuventas) je bila v rimski mitologiji boginja mladostne moči. V grški mitologiji ji je enakovredna boginja Heba. Ime te rimske boginje v latinščini pomeni mladost.